# Estado de Kwara
El estado de Kwara es uno de los treinta y seis estados pertenecientes a la República Federal de Nigeria.

## Localidades con población en marzo de 2016
- Asa 168,300
- Baruten 279,000
- Edu 272,200
- Ekiti 73,400
- Ifelodun 276,700
- Ilorin East 280,000
- Ilorin South 282,500
- Ilorin West 493,000
- Irepodun 199,200
- Isin 80,300
- Kaiama 167,400
- Moro 146,700
- Offa 120,100
- Oke-Ero 76,900
- Oyun 127,500
- Pategi 149,600

## Superficie y límites
Tiene una extensión de 36.825 km² y limita al norte con el estado de Níger, al este con el estado de Kogi, al sur con los de Ekiti, Osun y Oyo y al oeste con la República de Benín.

## Población
La población se eleva a la cifra de 2.702.949 personas (datos del censo del año 2007). La densidad poblacional es de 73,4 habitantes por cada kilómetro cuadrado de esta división administrativa.

## Historia
El estado fue creado en 1967 como uno de los 12 primeros estados que sustituyeron la antigua organización territorial basada en regiones. Inicialmente conocido como West Central State, su nombre fue reemplazado por el de Kwara, palabra de un idioma local que alude al Río Níger. En los años siguientes, parte de su territorio original fue cedido para la creación de nuevos estados.

## Localidades
Este estado se subdivide internamente en un total de dieciséis localidades a saber:
| - Asa - Baruten - Edu - Ekiti - Ifelodun - Ilorin-East - Ilorin-South - Ilorin-West |  | - Irepodun - Isin - Kaiama - Moro - Offa - Oke-Ero - Oyun - Patigi |